# 3,5-ジメチル-1,2-シクロペンタンジオン
3,5-ジメチル-1,2-シクロペンタンジオンは、化学式C7H10O2で表される環状ケトンの一種である。

## 構造
シクロテン（2-ヒドロキシ-3-メチル-2-シクロペンテン-1-オン）と同様に、ケト型、エノール型（ケト-エノール互変異性）が存在する。

## 香料
食品に甘いカラメルやロースト調の香りを付与する目的で、最終製品ベースで2.4～6.0ppmほど使用される。天然にはコーヒーから発見されている。水1リットルに対し1.000マイクログラムを溶かしただけで匂いを感じ取ることができるほど嗅覚閾値が低い、すなわち匂いを強く感じる物質である。